# Salmo 42
El salmo 42  es, según la numeración hebrea, el cuadragesimosegundo salmo del Libro de los salmos de la Biblia. Corresponde al salmo 41 según la numeración de la Biblia Septuaginta griega, empleada también en la Vulgata latina. Por este motivo, recogiendo la doble numeración, a este salmo también se le refiere como el salmo 42 (41).
Su primer versículo dice Como el ciervo brama por las corrientes de las aguas (en la versión de la Biblia del Cántaro). El Libro de los Salmos es parte de la tercera sección de la Biblia hebrea y un libro del Antiguo Testamento cristiano. En la Biblia hebrea, el Salmo 42 abre el segundo de los cinco libros (divisiones) de Salmos. El salmo es un salmo de himno. Es uno de los doce salmos atribuidos a los hijos de Coré.
En latín, su íncipit en el Psalterium Gallicanum (la versión del Breviario Romano hasta la introducción opcional de la Versio Piana en 1945) es Quemadmodum desiderat cervus; pero «Sicut cervus» en el Psalterium Romanum. Comienza «As pants the hart» en la versión métrica inglesa de Tate y Brady (1696) y en la traducción de Coverdale en el Libro de Oración Común, «Like as the hart».
El salmo es una parte regular de las liturgias judía, católica, luterana, anglicana y otras liturgias protestantes y a menudo se le ha puesto música, especialmente en Sicut cervus de Palestrina, As pants the hart de Händel y el Salmo 42 de Mendelssohn .

## Antecedentes
Si bien el salmo se atribuye a los "hijos de Coré", el texto está escrito en primera persona del singular.  El salmo se puede dividir en dos partes, cada una terminando con la misma línea (versículos 6 y 12 en hebreo). 
El salmista lamenta todos los problemas que ha sufrido en su exilio y ora por la salvación. Lamenta su lejanía del templo de Dios y expresa su deseo de renovar la presencia divina.  Matthew Henry especula que David pudo haber compuesto este salmo cuando se le impidió regresar al santuario en Jerusalén debido a la persecución de Saúl o debido a la revuelta de Absalón .
Algunos manuscritos hebreos antiguos tienen este Salmo combinado con el Salmo 43.

## Tema del salmo
El salmista vio la desgracia de estar lejos del templo de Dios, y sus oponentes lo vieron como un castigo divino. En su doloroso exilio, sigue deseando al Dios lejano. En él, la melancolía y la esperanza de ver luchar al Dios vivo. Esta esperanza atraviesa todas las pruebas que vive, apoyada en el recordatorio de un pasado feliz y en la proximidad de Dios.

## Texto
La siguiente tabla muestra el texto en hebreo del salmo con vocales, junto con el texto en griego koiné de la Septuaginta  y la traducción al español de la Versión del Rey Jacobo. Tenga en cuenta que el significado puede diferir ligeramente entre estas versiones, ya que la Septuaginta y el texto masorético provienen de tradiciones textuales diferentes.  En la Septuaginta, este salmo está numerado como Salmo 41.
| #     | Hebreo                                                                                    | Español | Griego |
| ----- | ----------------------------------------------------------------------------------------- | --- | --- |
| [ 9 ] | לַמְנַצֵּ֗חַ מַשְׂכִּ֥יל לִבְנֵי־קֹֽרַח׃                                                                     | (Al músico principal, Maschil, para los hijos de Coré). | Εἰς τὸ τέλος· εἰς σύνεσιν τοῖς υἱοῖς Κορέ. - |
| 1     | כְּאַיָּ֗ל תַּעֲרֹ֥ג עַל־אֲפִֽיקֵי־מָ֑יִם כֵּ֤ן נַפְשִׁ֨י תַעֲרֹ֖ג אֵלֶ֣יךָ אֱלֹהִֽים׃                                           | Como el ciervo braza tras las corrientes de agua, así clama mi alma por ti, oh Dios. | ΟΝ ΤΡΟΠΟΝ ἐπιποθεῖ ἡ ἔλαφος ἐπὶ τὰς πηγὰς τῶν ὑδάτων, οὕτως ἐπιποθεῖ ἡ ψυχή μου πρός σέ, ὁ Θεός.                                                                         |
| 2     | צָמְאָ֬ה נַפְשִׁ֨י ׀ לֵאלֹהִים֮ לְאֵ֢ל חָ֥֫י מָתַ֥י אָב֑וֹא וְ֝אֵרָאֶ֗ה פְּנֵ֣י אֱלֹהִֽים ׃                                      | Mi alma tiene sed de Dios, del Dios vivo: ¿cuándo vendré y apareceré ante Dios? | ἐδίψησεν ἡ ψυχή μου πρὸς τὸν Θεὸν τὸν ζῶντα· πότε ἥξω καὶ ὀφθήσομαι τῷ προσώπῳ τοῦ Θεοῦ;                                                                                 |
| 3     | הָיְתָה־לִּ֬י דִמְעָתִ֣י לֶ֭חֶם יוֹמָ֣ם וָלָ֑יְלָה בֶּאֱמֹ֥ר אֵלַ֥י כׇּל־הַ֝יּ֗וֹם אַיֵּ֥ה א ֱלֹהֶֽיךָ׃                                 | Mis lágrimas han sido mi alimento día y noche, mientras me dicen continuamente: «¿Dónde está tu Dios?».                                                                                         | ἐγενήθη τὰ δάκρυά μου ἐμοὶ ἄρτος ἡμέρας καὶ νυκτὸς ἐν τῷ λέγεσθαί μοι καθ᾿ ἑκάστην ἡμέραν· ποῦ ἐστιν ὁ Θεός σου;                                                         |
| 4     | אֵ֤לֶּה אֶזְכְּרָ֨ה ׀ וְאֶשְׁפְּכָ֬ה עָלַ֨י ׀ נַפְשִׁ֗י כִּ֤י אֶעֱבֹ֨ר ׀ בַּסָּךְ֮ אֶדַּד ֵּ֗ם עַד־בֵּ֥ית אֱלֹ֫הִ֥ים בְּקוֹל־רִנָּ֥ה וְתוֹדָ֗ה הָמ֥וֹן חוֹגֵֽ ג׃ | Cuando recuerdo estas cosas, derramo mi alma en mí, porque había ido con la multitud, fui con ellos a la casa de Dios, con voz de alegría y alabanza, con una multitud que celebraba la fiesta. | ταῦτα ἐμνήσθην καὶ ἐξέχεα ἐπ᾿ ἐμὲ τὴν ψυχήν μου, ὅτι διελεύσομαι ἐν τόπῳ σκηνῆς θαυμαστῆς ἕως τοῦ οἴκου τοῦ Θεοῦ ἐν φωνῇ ἀγαλλιάσεως καὶ ἐξομολογήσεως ἤχου ἑορτάζοντος. |
| 5     | מַה־תִּשְׁתּ֬וֹחֲחִ֨י ׀ נַפְשִׁי֮ וַתֶּהֱמִ֢י עָ֫לָ֥י הוֹחִ֣לִי לֵ֭אלֹהִים כִּי־ע֥וֹד אוֹדֶ ֗נּוּ יְשׁוּע֥וֹת פָּנָֽיו׃                       | ¿Por qué te abates, alma mía, y por qué te inquietas dentro de mí? Espera en Dios, porque aún le alabaré por la ayuda de su rostro.                                                             | ἱνατί περίλυπος εἶ, ἡ ψυχή μου, καὶ ἱνατί συνταράσσεις με; ἔλπισον ἐπὶ τὸν Θεόν, ὅτι ἐξομολογήσομαι αὐτῷ· σωτήριον τοῦ προσώπου μου καὶ ὁ Θεός μου.                      |
| 6     | אֱלֹהַ֗י עָלַי֮ נַפְשִׁ֢י תִשְׁתּ֫וֹחָ֥ח עַל־כֵּ֗ן אֶ֭זְכׇּרְךָ מֵאֶ֣רֶץ יַרְדֵּ֑ן וְ֝חֶר ְמוֹנִ֗ים מֵהַ֥ר מִצְעָֽר׃                            | Oh Dios mío, mi alma está abatida dentro de mí; por eso te recordaré desde la tierra del Jordán, y desde los hermonitas, desde el monte Mizar.                                                  | πρὸς ἐμαυτὸν ἡ ψυχή μου ἐταράχθη· διὰ τοῦτο μνησθήσομαί σου ἐκ γῆς ᾿Ιορδάνου καὶ ᾿Ερμωνιείμ, ἀπὸ ὄρους μικροῦ.                                                           |
| 7     | תְּהוֹם־אֶל־תְּה֣וֹם ק֭וֹרֵא לְק֣וֹל צִנּוֹרֶ֑יךָ כׇּֽל־מִשְׁבָּרֶ֥יךָ וְ֝גַלֶּ֗יךָ עָל ֥י עָבָֽרוּ׃                                  | Lo profundo clama a lo profundo al ruido de tus torrentes; todas tus olas y tus olas han pasado sobre mí.                                                                                       | ἄβυσσος ἄβυσσον ἐπικαλεῖται εἰς φωνὴν τῶν καταῤῥακτῶν σου, πάντες οἱ μετεωρισμοί σου καὶ τὰ κύματά σου ἐπ᾿ ἐμὲ διῆλθον.                                                  |
| 8     | יוֹמָ֤ם ׀ יְצַוֶּ֬ה יְהֹוָ֨ה ׀ חַסְדּ֗וֹ וּ֭בַלַּיְלָה שִׁירֹ֣ה עִמִּ֑י תְּ֝פִלָּ֗ה לְאֵ֣ל חַ יָּֽי׃                                    | Sin embargo, el Señor ordenará su misericordia durante el día, y durante la noche su canto estará conmigo, y mi oración al Dios de mi vida.                                                     | ἡμέρας ἐντελεῖται Κύριος τὸ ἔλεος αὐτοῦ, καὶ νυκτὸς ᾠδὴ αὐτῷ παρ᾿ ἐμοί, προσευχὴ τῷ Θεῷ τῆς ζωῆς μου.                                                                    |
| 9     | אוֹמְרָ֤ה ׀ לְאֵ֥ל סַלְעִי֮ לָמָ֢ה שְׁכַ֫חְתָּ֥נִי לָֽמָּה־קֹדֵ֥ר אֵלֵ֗ךְ בְּלַ֣חַץ אוֹיֵֽב ׃                                       | Diré a Dios, mi roca: «¿Por qué me has olvidado? ¿Por qué voy lamentándome por la opresión del enemigo?                                                                                         | ἐρῶ τῷ Θεῷ· ἀντιλήπτωρ μου εἶ· διατί μου ἐπελάθου; καὶ ἱνατί σκυθρωπάζων πορεύομαι ἐν τῷ ἐκθλίβειν τὸν ἐχθρόν μου;                                                       |
| 10    | בְּרֶ֤צַח ׀ בְּֽעַצְמוֹתַ֗י חֵרְפ֥וּנִי צוֹרְרָ֑י בְּאׇמְרָ֥ם אֵלַ֥י כׇּל־הַ֝יּ֗וֹם אַיֵּ ֥ה אֱלֹהֶֽיךָ׃                                 | Como con una espada en mis huesos, mis enemigos me reprochan; mientras me dicen cada día: «¿Dónde está tu Dios?                                                                                 | ἐν τῷ καταθλᾶσθαι τὰ ὀστᾶ μου ὠνείδιζόν με οἱ ἐχθροί μου, ἐν τῷ λέγειν αὐτούς μοι καθ᾿ ἑκάστην ἡμέραν· Ποῦ ἐστιν ὁ Θεός σου;                                             |
| 11    | מַה־תִּשְׁתּ֬וֹחֲחִ֨י ׀ נַפְשִׁי֮ וּֽמַה־תֶּהֱמִ֢י עָ֫לָ֥י הוֹחִ֣ילִי לֵ֭אלֹהִים כִּי־ע֣וֹד אוֹדֶ֑נּוּ יְשׁוּעֹ֥ת פָּ֝נַ֗י וֵאלֹהָֽי׃                | ¿Por qué te abates, alma mía, y por qué te inquietas dentro de mí? Espera en Dios, porque aún le alabaré, él es la salud de mi rostro y mi Dios.                                                | ἱνατί περίλυπος εἶ, ἡ ψυχή μου; καὶ ἱνατί συνταράσσεις με; ἔλπισον ἐπὶ τὸν Θεόν, ὅτι ἐξομολογήσομαι αὐτῷ· σωτήριον τοῦ προσώπου μου καὶ ὁ Θεός μου.                      |

## Comentarios

### De la Iglesia católica

#### A todo el salmo
Los Salmos 42 y 43 forman una unidad literaria y temática. Se estructuran en tres secciones, cada una marcada por un mismo estribillo repetido en Sal 42,6.12 y 43,5: “¿Por qué te abates, alma mía, y te turbas dentro de mí? Espera en Dios, pues volveré a alabarlo, salud de mi rostro y Dios mío”. Este estribillo resume el conflicto interior del salmista: angustia y esperanza entrelazadas. En la primera sección (42,2-6), el salmista expresa un profundo anhelo de Dios, usando la imagen de la sed: “Como busca la cierva corrientes de agua, así mi alma te busca a ti, Dios mío”. El sufrimiento presente —lejanía del Templo, burlas de sus enemigos— contrasta con el recuerdo gozoso de las peregrinaciones pasadas.
En la segunda parte (42,7-12), el lamento se intensifica. El salmista describe su situación como un abismo de dolor, pero reafirma su confianza en Dios, “la roca mía”, aunque se siente herido y olvidado. La tercera parte (43,1-5) es una súplica directa: pide a Dios que lo defienda, lo guíe con su luz y verdad, y lo lleve de nuevo al altar. El deseo central es regresar al lugar del encuentro con Dios.
Leídos en clave cristiana, los salmos 42–43 expresan el deseo de comunión con Dios que se cumple en Cristo. La imagen de la sed anticipa la invitación de Jesús en Juan 7,37: “Si alguno tiene sed, venga a mí y beba”. Así, el anhelo del salmista encuentra respuesta plena en Cristo, fuente de agua viva.

#### A los versículos 1-6
En los Salmos 42–43, el simbolismo del agua aparece con doble valor. En los versículos 2-3 del Salmo 42, el agua representa una necesidad vital: “Mi alma tiene sed de Dios, del Dios vivo”. Aquí, el agua expresa el anhelo profundo por la presencia de Dios, equiparada con la vida misma. El salmista desea “ver el rostro de Dios”, es decir, contemplarlo en el Templo, donde se manifiesta su gloria. En contraste, en el versículo 8, el agua aparece como símbolo de caos y sufrimiento: “Un abismo llama a otro abismo con el estruendo de tus cascadas; todas tus olas y tus torrentes han pasado sobre mí”. Esta imagen evoca el desorden primordial (cf. Gn 1,2) y el juicio del diluvio (cf. Gn 7,11), presentando la experiencia del salmista como inmersión en un castigo abrumador.
La pregunta de los adversarios —“¿Dónde está tu Dios?” (v. 4, cf. v. 11)— agrava su aflicción. Lo ven sufriendo, alejado del Templo y, probablemente, enfermo, y con ello cuestionan la cercanía y el favor de Dios hacia él. Esta duda externa se convierte en lucha interior. Como respuesta, el salmista se aferra al recuerdo de las antiguas procesiones festivas al santuario (v. 5), cuando gozaba de la comunión litúrgica y de la presencia del Señor. Para el cristiano, “ver el rostro de Dios” alcanza su plenitud en la contemplación de la Santísima Trinidad, revelada por Cristo. El deseo del salmista, en el marco cristiano, se orienta hacia la visión beatífica, el encuentro definitivo con Dios Uno y Trino en la gloria eterna.

Como ansía la cierva las corrientes de agua, así te ansía mi alma, Dios mío. Como la cierva del salmo busca las corrientes de agua, así también nuestros ciervos, que han salido de Egipto y del mundo, y han aniquilado en las aguas del bautismo al Faraón con todo su ejército, después de haber destruido el poder del diablo, buscan las fuentes de la Iglesia, que son el Padre, el Hijo y el Espíritu Santo. (…) Esta triple fuente es la que busca el alma del creyente, el alma del bautizado, y por eso dice: Mi alma está sedienta de Dios, del Dios vivo. No es un tenue deseo el que tiene de ver a Dios, sino que lo desea con un ardor parecido al de la sed. Antes de recibir el bautismo, se decían entre sí: ¿Cuándo podré ir a ver el rostro de Dios? Ahora ya han conseguido lo que deseaban: han llegado a la presencia de Dios y se han acercado al altar y tienen acceso al misterio de salvación

#### A los versículos 7-13
El salmista se ubica en la región norteña de Israel, probablemente en la alta Galilea, aludiendo a lugares como el monte Hermón y el monte Misar (Sal 42,7), aunque este último no puede identificarse con precisión. Más que una localización exacta, estas referencias geográficas subrayan la distancia emocional y cultual con respecto al Templo de Jerusalén. Es posible que se trate de un levita alejado del santuario —quizás tras un destierro desde Dan—, pero el texto emplea esta lejanía como símbolo de separación de Dios. El versículo 8 menciona “cataratas” y “olas”, probablemente inspiradas en las cascadas de las fuentes del río Jordán, que expresan la violencia del sufrimiento que el salmista experimenta como procedente de Dios mismo. Su desdicha no le aleja de Dios; al contrario, la interpreta como señal de que Dios sigue actuando en su vida.
En medio del dolor, el salmista conserva la esperanza (v. 9), que lo impulsa a una oración continua, de día y de noche. El texto hebreo del v. 9 contiene una ambigüedad: “su canto” o “mi canto”. Ambas lecturas son válidas. “Su canto” establece paralelismo con “su misericordia” como don divino que acompaña al creyente. “Mi canto” refleja la respuesta personal del salmista: su alabanza sostenida incluso en la aflicción. El v. 10 recoge las palabras que se dirige a sí mismo y que repetirá en Sal 43,2, expresando su queja: se siente olvidado por Dios mientras él lo recuerda constantemente (cf. vv. 5.7). Esta tensión entre el olvido percibido de Dios y el recuerdo persistente del salmista constituye una súplica implícita: apela a la alianza, esperando la intervención divina.
La expresión “Dios de mi vida” (v. 9) sintetiza la fe del orante: Dios es quien da sentido a su existencia. Por eso, aun en la prueba, la oración se mantiene viva, constante, día y noche, como vínculo esencial con Aquel que es fuente de vida.

Una oración al Dios de mi vida (Sal 42,9). Si Dios es para nosotros vida, no debe extrañarnos que nuestra existencia de cristianos haya de estar entretejida en oración. Pero no penséis que la oración es un acto que se cumple y luego se abandona. El justo encuentra en la ley de Yavé su complacencia y a acomodarse a esa ley tiende, durante el día y durante la noche (Sal 1,2). Por la mañana pienso en ti (cfr Sal 42,7); y, por la tarde, se dirige hacia ti mi oración como el incienso (cfr Sal 91,2). Toda la jornada puede ser tiempo de oración: de la noche a la mañana y de la mañana a la noche. Más aún: como nos recuerda la Escritura Santa, también el sueño debe ser oración.

## Usos

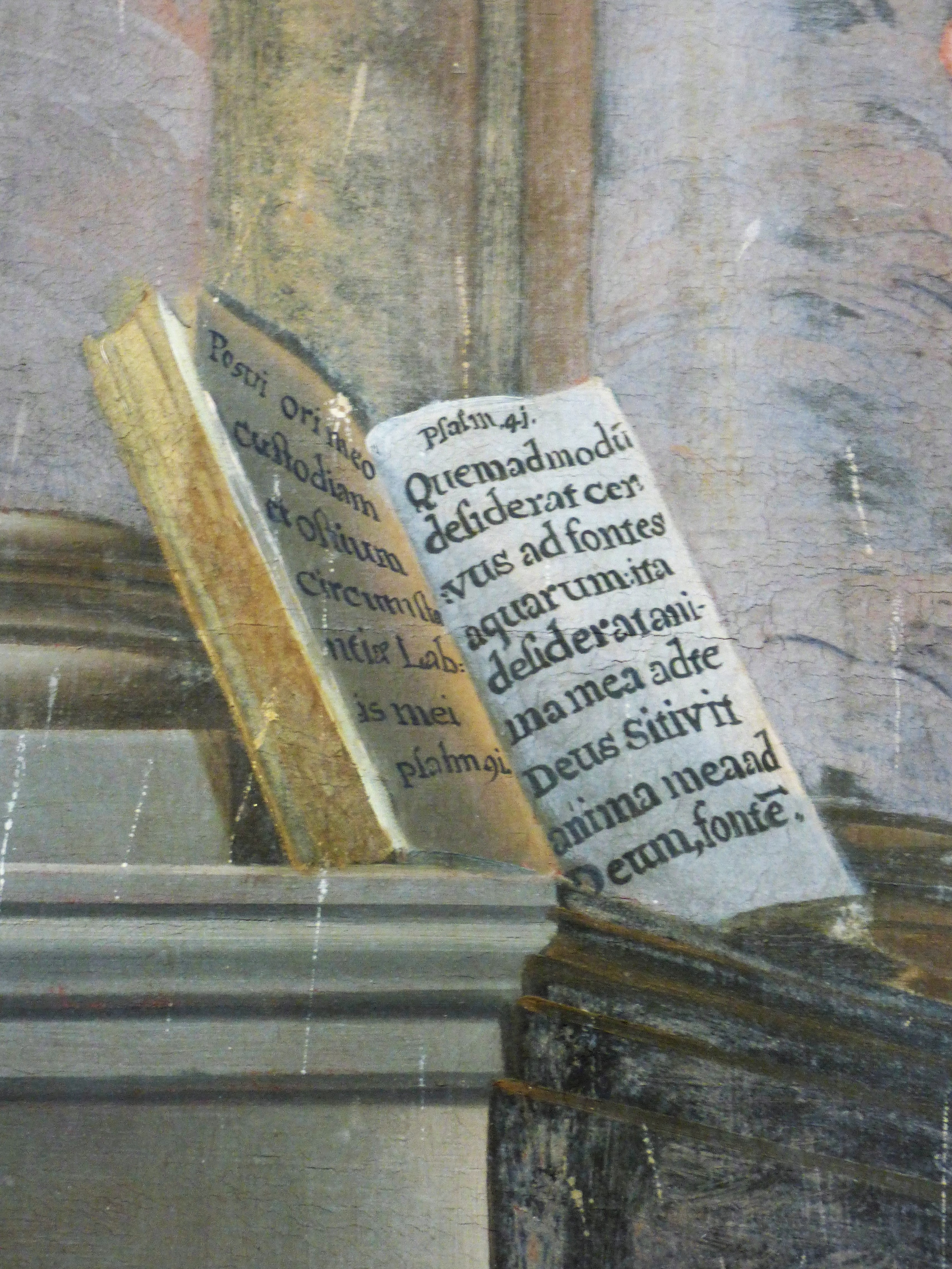
Ilustración del Salmo 42 en hebreo.

### Judaísmo
Los judíos sefardíes recitan el Salmo 42 en la primera y segunda noche de Sucot antes de la oración de la tarde.  Aquellos que siguen la costumbre del Gra dicen el Salmo 42 como la Canción del Día en el segundo día de Sucot.
El versículo 2 se dice durante Selijot. 
El Salmo 42 es uno de los diez salmos del Tikkun HaKlali de El Rabino Najman de Breslev .
Este salmo se recita tradicionalmente como una oración por el fin del exilio y "para encontrar el favor de los demás".

### Nuevo Testamento
La interpretación de la Septuaginta de algunas palabras en el versículo 5  muestra una gran semejanza con las palabras de Jesús durante la Oración en el huerto de Getsemaní  como se registra en Mateo 26:38 o Marcos 14:34. Una parte del siguiente versículo en griego también se parece a lo que dijo Jesús durante el mismo evento, según Juan 12:27 .

### Padres de la Iglesia
En su discurso sobre este salmo, San Agustín de Hipona dice que corresponde a los anhelos de la Iglesia.

### Iglesia católica
En la Regla de San Benito (530) este salmo era el cuarto de los asignados al segundo nocturno de los maitines del lunes.  En el Breviario romano promulgado por el Papa Pío V en 1568, es el cuarto en los maitines de los martes. En la Reforma del Breviario Romano de 1911 por el papa Pío X, aparece, dividida en dos partes, en el sexto martes. En la Liturgia de las Horas posterior al Concilio Vaticano II es el primer salmo en alabanzas el lunes de la segunda de las cuatro semanas en las que se extiende el salterio. En el Misal Romano, el salmo responsorial que se canta después de una lectura se compone varias veces de versículos de este salmo, como en la Vigilia Pascual y en las Misas de Muertos.

## Música
En todo momento, la música se ha apropiado de este salmo con acentos emocionales muy fuertes. En Francia, desde el siglo XV, Johannes Ockeghem en realidad un réquiem . La reforma francesa le dio un buen lugar, con la música de Loys Bourgeois (así como la doe rée), que servirá de modelo para el coro luterano Freu dich sehr o meine Seele. En el siglo XVII Michel-Richard de Lalande hizo una gran motete Quemadmodum S45, Marc-Antoine Charpentier, un motete " Quemadmodumdesiderat servus "H.174 para 3 voces, instrumental 2 arriba y continuo (1679-1680). Henry Desmarest a su vez comprende un gran motete sobre el texto The. 6 e  motion Ich hatte viel Bekümmernis (BWV 21) de Johann Sebastian Bach, toma el Salmo 42. Giovanni Pierluigi da Palestrina también puso música Sicut Cervus, y Handel compuso As pants the hart . En el siglo XIX, Felix Mendelssohn compuso también una Salmo 42 . en el siglo XX, Hugo Distler también compone un Wie der Hirsch schreiet, en Der Jahrkreis, op. 39. Herbert Howells compuso Like as the Heart.
En 2017, Satyricon lanzó el álbum "Deep Calleth on deep", una referencia directa al salmo cuya traducción al inglés del versículo 7 comienza con "Deep llama to deep".

### Clásico
- Réquiem de Ockeghem (siglo XV)
- Quemadmodum, un motete de 6 partes de John Taverner (siglo XVI)
- Sicut cervus de Giovanni Pierluigi da Palestrina (siglo XVI)
- Quemadmodum desiderat cervus de Dietrich Buxtehude (siglo XVII)
- Loys Bourgeois utilizó la melodía de este salmo como base para la melodía coral 'Freu dich sehr o meine Seele'.
- En el siglo XVII, Michel Richard Delalande lo utilizó como gran motete .
- Marc-Antoine Charpentier ambientado en 1679-1680, " Quemadmodum desiderat servus" H.174, para 3 voces, 2 instrumentos de agudos y continuo.
- Henry Desmarest estableció alrededor de 1700 un Gran Motete " Quemadmodum desiderat servus".
- Como jadea el ciervo de Handel (siglo XVIII)
- Coral Was betrübst du dich, movimiento 6 de Ich hatte viel Bekümmernis, BWV 21, de Johann Sebastian Bach (siglo XVIII)
- Salmo 42 de Mendelssohn (siglo XIX)
- 2e verset du 41me psaume (2e vt du 42e de la Vulgate) de Charles-Valentin Alkan (siglo XIX)
- Like as the hart de Herbert Howells (siglo XX)
- As the Hart Panteth (Psalm 42) (1962, 1965), por Gloria Merle Huffman (1946–).
- Salmo 42 (Hay un anhelo en mi corazón) (1988; Nueva Versión Internacional), por Maranatha! Cantantes (EE. UU.)
- Psalm 42 (As the deer pants for streams of water), 2008, por la banda Sons of Korah
- Sicut cervus, pieza a capela en tres partes de Laura Kranz[32]
- Salmo 42 de Tori Kelly[33]
- Sicut cervus, de Lorenzo Donati a cuatro coros (SSAA-SATB-TTBB-SATB) sobre el "Sicut Cervus" de Giovanni Pierluigi da Palestrina   [34]

### Judío
K'ayal ta'arog (Mientras jadea el ciervo, versículos 2-3) es una canción judía popular.  Una nigun jasídica temprana fue compuesta por el primer Rebe de Lubavitcher, el rabino Shneur Zalman de Liadi. El tercer Rebe de Lubavitcher, el rabino Menachem Mendel Schneersohn (el Tzemach Tzedek) también compuso una melodía para él.

### Lectura adicional
- Olofsson, Staffan (2011). Como un ciervo anhela corrientes fluidas: un estudio de la versión de los Setenta del Salmo 42-43 en su relación con el texto hebreo. Investigaciones de la Septuaginta. 1. Vandenhoeck y Ruprecht. ISBN 9783525533833.